# Munting Mapino
Munting Mapino é uma barangay do município de Naic, província de Cavite, nas Filipinas.

## Bairros
Munting Mapino se divide politicamente em 8 bairros;
- Bisain
- Villa do Coastal
- Dalampasigan
- Gulod
- Happy Holiday
- Jetti
- Munting Mapino Proper
- Santa Juliana